# Национален институт за недвижимо културно наследство
Националният институт за недвижимо културно наследство (НИНКН) е държавен културен институт с национално значение, с научноизследователски и експертни функции в областта на недвижимото културно наследство. НИНКН е създаден през 2009 г. с приемането на Закона за културното наследство като преименуван наследник на Националния институт за паметници на културата (НИПК). Той е второстепен разпоредител с бюджетни кредити към министъра на културата. Устройството и дейността на НИНКН се определят с правилник, приет от Министерския съвет.
Функциите на НИНКН са свързани с:
- подпомагането на Министерство на културата при провеждането на политики по опазване на недвижимото културно наследство;
- документиране на недвижими културни ценности и дигитализиране на наличната информация за тях;
- провеждане на научни изследвания и следдипломна квалификация по въпросите на недвижимото културно наследство;
- поддръжката на Национален регистър на недвижимите културни ценности и Национален архивен фонд на недвижимото културно наследство;
- взаимодействия с български и международни културни и научни институти и организации в областта на недвижимото културно наследство;
- провеждане на консултации относно процедурни въпроси, методиките на опазването и проектната намеса по недвижими културни ценности и в тяхната среда.[3]

НИНКН изготвя комплексни оценки и научно мотивирани предложения за включване на недвижими културни ценности в Регистъра и предлага режимите за тяхното опазване. Представяните от експерти в НИНКН становища относно проекти подлежат на съгласуване по реда на Закона за културното наследство. Институтът разработва планове за опазване и управление на недвижимото културно наследство, както и изготвя пилотни проекти, планови задания и експертизи в тази област.